# Живка Симова
Живка Симова е българска поетеса, литературен историк, гимназиален преподавател по български език и литература.

## Биография
Родена е на 16 март 1960 г. в София. Завършва българска филология и работи като репортер и редактор във в. „АБВ“. Сътрудничи на в. „Век 21“, в. „Литературен форум“, в. „Литературен вестник“, сп. „Език и литература“, сп. „Критика“, сп. „Литературна мисъл“, а също и на Детска редакция и на редакция „Поезия“ в програма „Христо Ботев“ на БНР. Изследва обществените и творчески изяви на някои от представителките на Клуба на българските писателки от 30-те години на XX век. Участва в научни конференции в Института за литература към БАН, както и в различни културни и образователни проекти. От 2007 г. работи по проекта „Писатели гостуват в Седмо“. От 2002 г. до момента е гимназиален преподавател по български език и литература в 7 СУ „Свети Седмочисленици“ в София.
Главен редактор на сп. „Катапулт“ (получило Грамота на УНИЦЕФ), на сп. „Ято“, на юбилейното издание „Седмо, защото...“ (2004), посветено на историята, развитието и 125 г. от основаването на Първа девическа гимназия в София, чийто приемник днес е 7 СУ „Свети Седмочисленици“, на юбилейния сборник „Личности“ (2009), съдържащ 40 интервюта с известни личности, завършили 7-о СОУ и Първа девическа гимназия в София.
Член е на СБЖ и на Сдружение на български писатели.